# نظام الوحدات الحرارية المنخفضة جدا

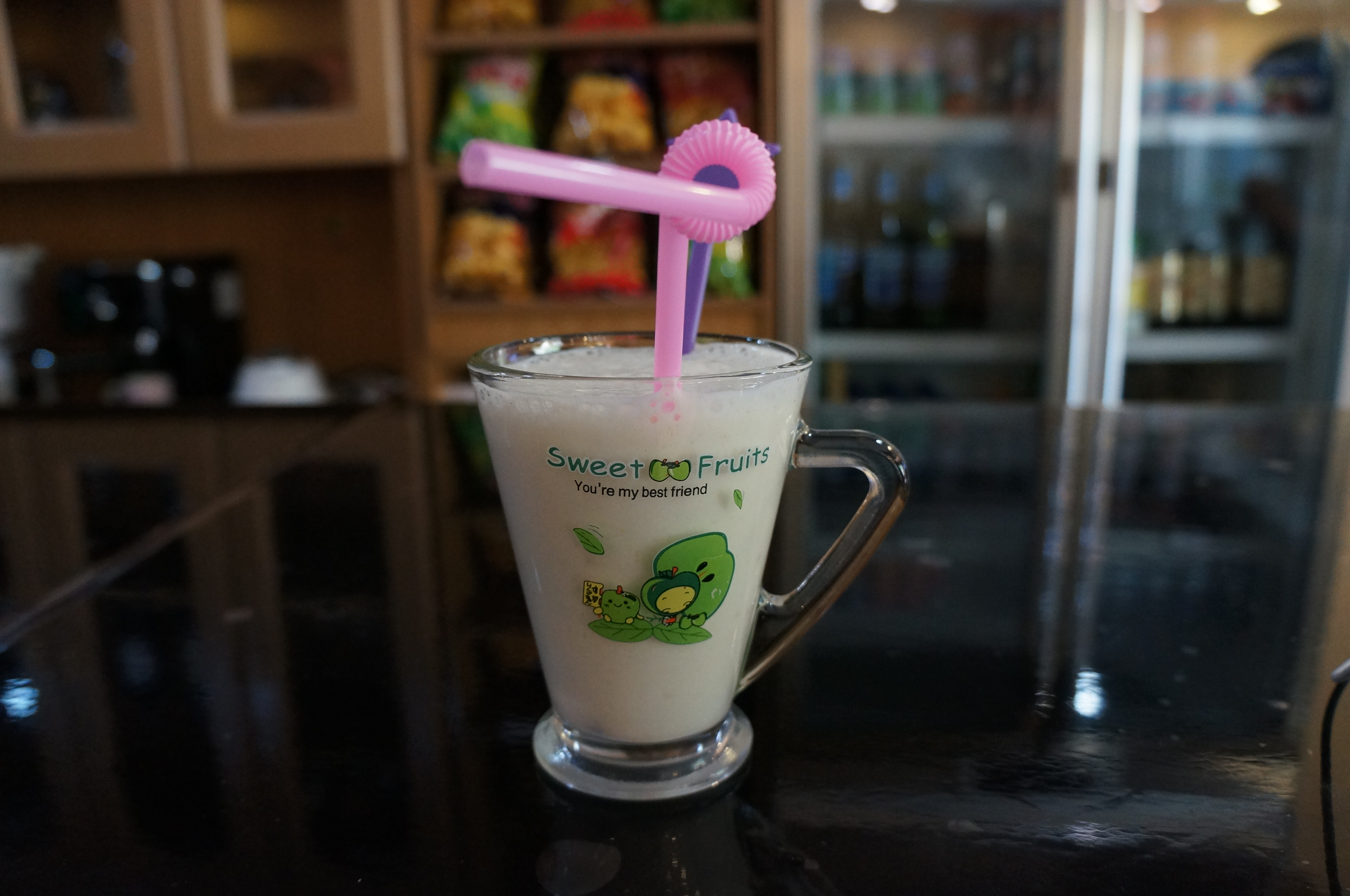

النظام الغذائي قليل السعرات الحرارية، أو يطلق عليه أحيانا حمية تجويع، هو نظام غذائي مع استهلاك الطاقة الغذائية اليومية عالية للغاية أو منخفضة للغاية. وهو يعرف بأنه نظام غذائي قدره 800 سعر حراري (300 3 كيلوجول) في اليوم أو أقل.
ويتكون هذا النظام من وجبات غذائية متكاملة، يحتوي على وجبات سائلة تحتوي على 800 سعر حراري أو أقل في اليوم. و يحتوي أيضًا على المتطلبات اليومية الموصي بها  من الفيتامينات و المعادن و العناصر النادرة و الأحماض الدهنية و البروتينات. قد تكون الكربوهيدرات غائبة تمامًا أو تحل محل جزء من البروتين. هذا الاختيار له تأثيرات أيضية مهمة. عادة ما تكون منتجات هذا النظام الغذائي عبارة عن مسحوق يتم مزجه بالماء أو سائل آخر ذو طاقة منخفض. توصف هذه الحمية على أساس كل حالة على حدة لفقدان الوزن السريع (حوالي 1.5 إلى 2.5 كيلوجرام أو 3 إلى 5 رطل أسبوعياً) لدى الأشخاص الذين لديهم مؤشر كتلة الجسم من 30 فما فوق. يمكن لمقدم الرعاية الصحية أن يوصي بهذا النظام الغذائي بمريض لديه مؤشر كتلة الجسم بين 27 و 30 إذا كانت المضاعفات الطبية التي يعاني منها المريض بسبب زيادة الوزن تشكل مخاطر صحية خطيرة. وينتج عنه خسارة في الوزن بنسبة 4٪ على المدى القصير مقارنةً بالتحكم.

## دواعي الاستعمال
يتم تنفيذ هذا النظام عادة من قبل مريض يعاني من السمنة ويريد أن يفقد الكثير من وزنه بسرعة، حيث أن خطر الإصابة بالسمنة على الصحة يعتبر أكبر بكثير من أي مخاطر على النظام الغذائي نفسه، طالما أنه يخضع للإشراف الطبي.

## الآثار الصحية
يوجد في حوالي واحد من كل أربعة أفراد يتبع هذا النظام الغذائي لبضعة أشهر، مما يتسبب في تطور حصى المرارة. ومع ذلك، قد تكون هذه الحصوات المرارية صغيرة بما يكفي لعدم التسبب في الشعور بعدم الراحة، وغالبًا ما تختفي عند استئناف نمط تناول الطعام الطبيعي. ويتم تسهيل تكوين الحصوة بواسطة سائل المرارة الأكثر تركيزًا وانخفاض التدفق نتيجة لهذا النظام الغذائي. ومن الآثار الجانبية المحتملة الأخرى هي الإمساك (اعتمادًا على محتوى الألياف في النظام الغذائي). إن النظام الغذائي قليل السعرات الحرارية غير الخاضع للرقابة مع عدم كفاية المغذيات الكبيرة والمعدلات المعدنية لديه القدرة على إحداث الموت المفاجئ عن طريق تسرع القلب البطيني.

## راجع كذلك
- وقاية (طب)
- تحديد السعرات الحرارية
- طعام ذو سعرات حرارية سلبية
- فرط كيتون الجسم
- سمنة
- علم التغذية
- فقدان الوزن
- علوم الصحة
- تخسيس